# 예르시니아
예르시니아(Yersinia)는 예르시니아과에 속하는 세균의 속이다. 예르시니아에 속하는 종은 그람 음성의 구간균이며 길이는 수 μm, 직경은 1μm 이하이다. 또한 통성 혐기성이다. 이 속에 속하는 일부 세균은 인간에게 병원성을 가진다. 특히 페스트균(Y. pestis)은 페스트의 원인균이다. 설치류가 예르시니아 세균의 자연적인 저장고 역할을 한다. 그보다는 덜하지만 다른 포유류가 숙주 역할을 하기도 한다. 감염은 혈액(Y. pestis 의 경우)이나 소화기를 통해 발생할 수 있으며 때때로 감염된 소변이나 대변에 오염된 식품(특히 야채, 우유 유래 제품 및 육류) 섭취를 통해서도 발생할 수 있다.
예르시니아 종은 통성 세포내 기생생물로 알려져 있기 때문에 특정 예르시니아의 세균이 원생동물과 같은 기전에 의해 전파될 수 있는지 여부에 대한 논쟁이 있다. 즉 예르시니아가 아메바를 매개체(원생동물의 포낭 형태를 통해)로 전파될 가능성에 대한 연구와 논의가 진행 중이다.

## 미생물 생리학
일부 예르시니아 세균은 1~4°C(샐러드나 냉장고의 기타 식품)의 낮은 온도에서 생존할 수 있을 뿐만 아니라 활발하게 증식하는 특징을 가지고 있다. 예르시니아 세균은 과산화수소나 과망가니즈산 칼륨 용액과 같은 산화제에 의해 비교적 빠르게 비활성화된다.

## 유전학

### 데이터베이스
예르시니아 종 유전체 염기서열 데이터 보고와 비교를 위한 데이터, 도구 모음인 YersiniaBase의 생성이 2015년 1월 보고되었다. 각종 문헌에 의해 언급된 예르시니아에 속하는 종의 임시 표현은 이 페이지의 TaxBox에서 종 이름 옆에 위 첨자 'yb'로 표시되었다. YersiniaBase의 개발은 말라야 대학교와 말레이시아 교육부의 자금 지원을 받았다.

## 발병기전
예르시니아에 속하는 페스트균은 페스트의 원인균이다. 예르시니아 엔테로콜리티카(Y. enterocolitica)에 의해 유발되는 질병은 예르시니아증(yersiniosis)이라고 한다.
예르시니아는 장의 염증성 자가면역질환인 크론병과 관련이 있을 수 있다. 이란에서 보고된 크론병 환자는 집에서 냉장고에 더 일찍 노출되었을 가능성이 높았으며 이는 위에서도 언급된 예르시니아가 저온에서도 잘 자란다는 사실과 일치한다.
예르시니아는 전 세계적으로 반응성 관절염의 원인 중 하나이다.
또한 가성충수염과 관련이 있는데, 가성충수염은 유사한 소견으로 인해 충수염으로 잘못 진단되기 쉬운 질병이다.

## 역사
페스트균은 1894년 스위스의 세균학자인 알렉상드르 예르생과 일본의 세균학자인 기타자토 시바사부로에 의해 처음 확인되었다. 페스트균은 이전에는 1896년 Lehmann과 Neumann에 의해 파스퇴렐라에 속하는 Pasteurella pestis(plague-bacillus라는 향명으로도 알려짐)로 기술되었다. 1944년에 van Loghem은 P. pestis와 P. rondentium을 새로운 속인 예르시니아로 재분류했다. 세균학적 코드가 도입된 후 1980년에 이 새로운 분류는 유효한 것으로 받아들여졌다.